# Readybank
Die readybank war eine deutsche Bank mit Hauptsitz in der Berliner Friedrichstraße. Die Aktiengesellschaft gehörte der WestLB-Nachfolgegesellschaft Portigon und hatte 105 Mitarbeiter (Stand 2012).

## Geschäftsfelder und Organisation
Die Bilanzsumme der Bank betrug für das Jahr 2005 263 Mio. Euro, im Jahr 2008 750 Mio. Euro. Hauptgeschäft waren Konsumentenkredite mit dem Hauptprodukt ready&go credit, die über rund 60 Sparkassen in Nordrhein-Westfalen mit etwa 1.000 Filialen sowie über das Internet vertrieben wurden.
Vorstandsvorsitzender und Vorstandsmitglied (bis zum 30. Juli 2012) war Heinz Mayer, ein weiteres Mitglied des Vorstandes war ab März 2012 Peter Stemper als Nachfolger von Frau Christiane Wolff.
Von Januar 2007 bis September 2011 war die readybank an das Payback-Kundenbindungsprogramm angeschlossen.
Ab 1. April 2012 wurde das Kredit-Neugeschäft der Readybank eingestellt.

## Geschichte
Die Geschichte der Bank geht auf das Jahr 1929 zurück. Unter dem Namen ABC Abzahlungs- und Belieferungs-Creditvermittlungs GmbH wurde das Unternehmen in Berlin gegründet. Im Jahr 1952 erfolgt eine Umfirmierung in ABC Waren-Kredit-Gesellschaft mbH, 1998 in ABC Privatkunden-Bank GmbH. Ab 1997 war Bernhard Steinrücke Geschäftsführender Gesellschafter.
Im März 2006 ist die readybank aus der ABC Privatkunden-Bank GmbH hervorgegangen und wurde deren Rechtsnachfolger, gleichzeitig wurde sie Teil der WestLB-Gruppe. Auf Druck der EU-Kommission war die WestLB gezwungen, u. a. die readybank entweder zu verkaufen oder abzuwickeln.
Die 22 readybank-Filialen sind bis zum 30. Juni 2010 geschlossen worden.
Im Oktober 2011 wurde bestätigt, dass die S-Kreditpartner die Geschäfte der Readybank mit einem bestehenden Volumen von rund 700 Millionen Euro übernimmt. Am 21. Mai 2012 wurde ein Spaltungs- und Übernahmevertrag geschlossen, der Vermögensteile an die SKP Beteiligungs GmbH & Co. KG ausgliedert.
Seit dem 13. November 2012 existiert die readybank ag nicht mehr (Verschmelzung auf die WestLB-Nachfolgegesellschaft Portigon AG).

## Marketing und soziales Engagement
Das Unternehmen bewarb den ready&go credit mit dem Sponsoring von Vereinen der ersten und zweiten Bundesliga (u. a. Bayer 04 Leverkusen und FC Schalke 04).
Die Bank unterstützte als Hauptsponsor gemeinsam mit der Stadtsparkasse Haltern am See und Christoph Metzelder die Nachwuchs- und Jugendförderung des TuS Haltern durch den Aufbau und der Förderung der Fußballmannschaft des Vereins sowie bei der Ausbildung jugendlicher Fußballspieler. Für jeden verkauften Kredit spendete die readybank einen Euro an die Christoph-Metzelder-Stiftung.

## Einzelbelege
1. ↑  Peter Köhler: Verkauf des Spezialisten Readybank stockt. In: Handelsblatt. 16. Februar 2010 (handelsblatt.com).
2. ↑  Eintrag im Handelsregister beim Amtsgericht Charlottenburg (Berlin); Aktenzeichen: HRB 103707 B; bekannt gemacht am: 31. Juli 2012 12:00 Uhr
3. ↑  readybank.de
4. ↑  readybank.de
5. ↑  Oliver Müller: Porträt: Bernhard Steinrücke. Rastlos in Bombay. Gabor Steingart. Handelsblatt Online. Handelsblatt GmbH, Düsseldorf, 6. Februar 2006, S. 2, abgerufen am 30. März 2014.
6. ↑  WestLB übernimmt ABC Bank. Abgerufen am 7. Dezember 2015.
7. ↑  tagesschau.de
8. ↑  readybank.de
9. ↑  WestLB arbeitet Verkaufsliste ab. In: Handelsblatt. 7. Oktober 2011 (handelsblatt.com).
10. ↑  Eintrag im Handelsregister beim Amtsgericht Charlottenburg (Berlin); Aktenzeichen: HRB 103707 B; bekannt gemacht am: 23. Mai 2012 12:00 Uhr
11. ↑  Eintrag im Handelsregister beim Amtsgericht Düsseldorf; Aktenzeichen: HRB 42975; bekannt gemacht am: 20. November 2012 12:00 Uhr

Koordinaten: 52° 30′ 35,8″ N, 13° 23′ 23,3″ O